# Luční hora
Luční hora är ett berg i Tjeckien.   Det ligger i regionen Hradec Králové, i den norra delen av landet, 110 km nordost om huvudstaden Prag. Toppen på Luční hora är 1 555 meter över havet. Luční hora ingår i Zlaté návrší.
Terrängen runt Luční hora är huvudsakligen kuperad, men norrut är den bergig.Runt Luční hora är det ganska tätbefolkat, med 58 invånare per kvadratkilometer. Närmaste större samhälle är Vrchlabí, 12,3 km söder om Luční hora. I omgivningarna runt Luční hora växer i huvudsak blandskog.